# Jan Virgili Tenas
Jan Virgili Tenas (Vilassar de Mar, 26 de juliol de 2006) és un futbolista català que juga d'extrem al Barça Atlètic.
Després d'haver format part del Badalona, el Vilassar de Dalt, l'Espanyol, la Damm, el Mataró, l'Europa i el Granollers va firtxar pel Barça Atlètic al juliol del 2024 procedent del Nàstic de Tarragona. Amb els blaugrana va participar en la Lliga Juvenil de la UEFA.
El 2025, va ascendir a l'equip filial del club. El 25 de gener de 2025, va debutar-hi durant un empat a 1 fora de casa contra l'Ourense CF a la lliga de Primera Federació 2024-25. El 29 de març de 2025, va marcar el seu primer gol durant una victòria per 2-0 a casa contra la Cultural y Deportiva Leonesa a la lliga.
És internacional amb les categories inferiors de la selecció espanyola.

## Palmarès
- Copa del Rei juvenil 2024-25[4]